# Caroline von Wolzogen
Caroline von Wolzogen (nata von Lengefeld), (Rudolstadt, 3 febbraio 1763 – Jena, 11 gennaio 1847) è stata una letterata e scrittrice tedesca, nota anche per i suoi rapporti sentimentali con Friedrich Schiller del quale redasse una biografia.

## Biografia
Caroline, figlia maggiore di una famiglia aristocratica di Rudolstadt, assieme alla sorella più giovane Charlotte, ricevette un'educazione molto curata. Dopo la morte del padre la famiglia ebbe qualche difficoltà economica. A 16 anni per un accordo intervenuto tra le famiglie interessate Caroline si fidanzò con Friedrich Wilhelm Ludwig von Beulwitz (1755-1829) un benestante nobile locale molto più anziano di lei. 
L'occasione per uscire dal ristretto ambiente della sua città natale Caroline, da sempre interessata alla lettura e alla scrittura letteraria, la ebbe nel 1784 con un viaggio in Svizzera, meta comune delle signorine di buona famiglia, del quale scrisse un resoconto in due lettere inviate a Sophie von La Roche che le pubblico nella famosa rivista per donne Pomona rendendo così nota la giovane scrittrice all'ambiente letterario tedesco. Al suo ritorno in patria Caroline sposò il conte von Beulwitz. Durante il matrimonio la giovane continuò a interessarsi di letteratura scrivendo delle fiabe e traducendo vari autori stranieri. Nel 1792 compose la sua prima opera drammatica Der leukadische Fels che fu pubblicata nella rivista Thalia di Schiller che nel 1790 era divenuto suo cognato avendo sposato la sorella Charlotte.

### Schiller e le sorelle Lengefeld
(Lettera di Friedrich Schiller)

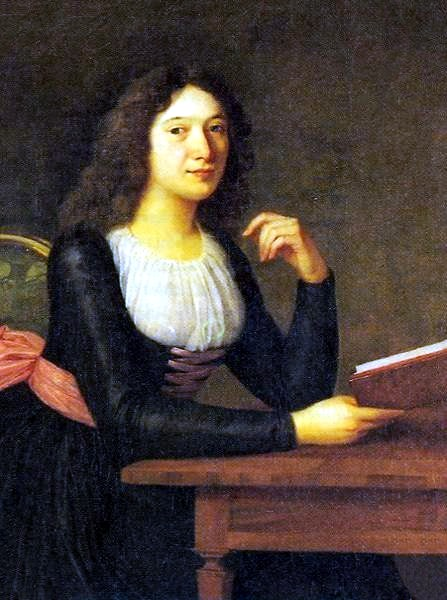
Charlotte von Lengefeld

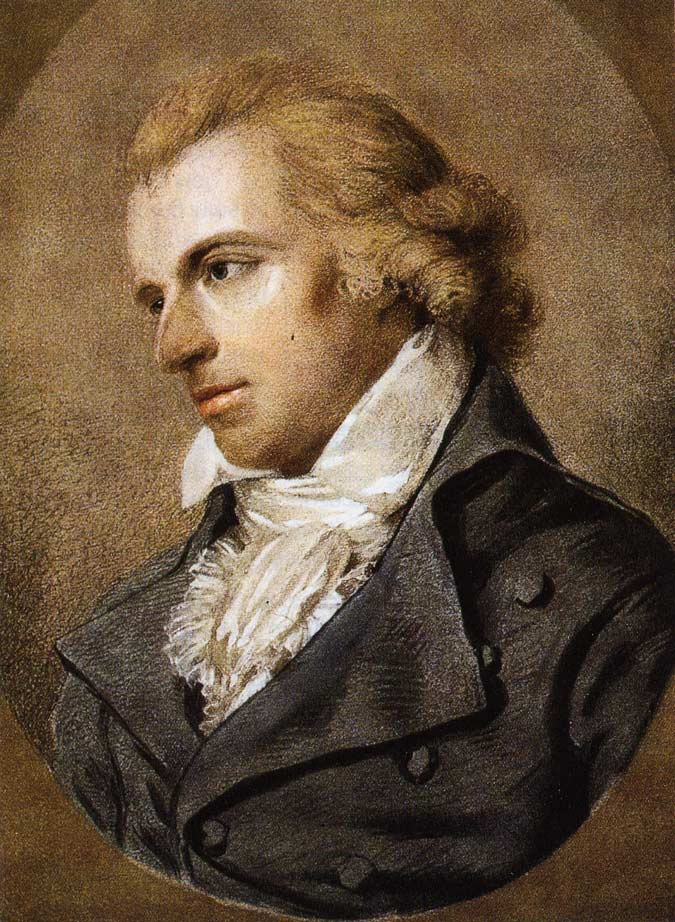
Friedrich Schiller ritratto nel 1794

Schiller che aveva lasciato nel 1780 l'Accademia militare di Stoccarda, dove studiava medicina, aveva pubblicato anonimamente nel 1781 il dramma Die Räuber che fu rappresentato con grande successo nel 1782. Alla prima rappresentazione era presente lo stesso autore che, senza autorizzazione, aveva lasciato Stoccarda dove esercitava la professione di aiuto chirurgo presso un reggimento di stanza nella città.
Scoperto il nome dell'autore del dramma, il duca Carlo II Eugenio di Württemberg intervenne proibendo a Schiller di comporre ogni ulteriore opera letteraria o tutt'al più di scrivere di medicina. Schiller non obbedì e fu imprigionato. Liberato, il poeta decise di abbandonare il regime militare di Stoccarda e di ricercare rifugio in un luogo appartato che trovò nel castello della signora di Wolzogen a Bauerbach, in Franconia, dove soggiornò fino al luglio 1783 e dove nacque il rapporto amoroso con le sorelle Lengefeld.
Come risulta dall'epistolario di Schiller questi fu per molto tempo indeciso se legarsi con Caroline o con Charlotte vagheggiando un ménage a trois come era stato quello del leggendario Graf von Gleichen Di questo "doppio matrimonio" di cui si malignò tra i contemporanei riferisce anche un pittore e allievo di Schiller, Karl Gotthard Graß, secondo il quale il rapporto di Schiller con le due sorelle era simile a quello di Graf von Gleichen
In realtà quale sia stata la vera natura di questo rapporto di Schiller con le due giovani se ne discute ancora in opere pubblicate negli anni 2000 alla ricerca di una verità difficile da accertare perché la stessa Caroline bruciò quasi tutte le lettere relative a questa vicenda. 

### Il successo letterario

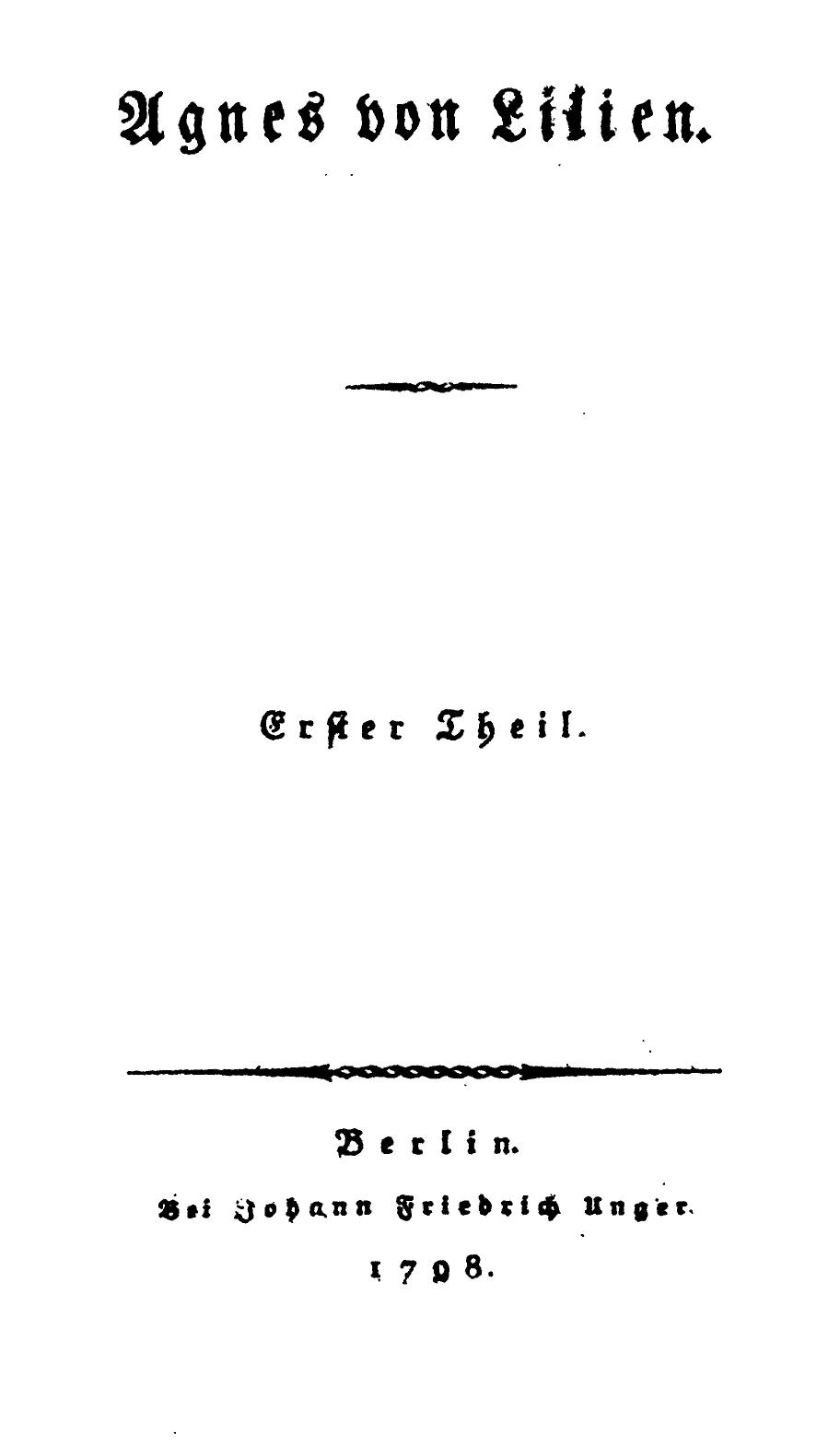
Frontespizio dell'edizione del 1798 di Agnes von Lilien

La diversità di caratteri e di interessi segnò la fine del matrimonio di Caroline che chiese e ottenne nel 1794 il divorzio, deprecato dalla sorella e dallo stesso Schiller. Caroline quasi subito dopo si sposò con il cugino Wilhelm von Wolzogen, amico d'infanzia di Schiller. In quel periodo la scrittrice stava lavorando alla stesura di un romanzo Agnes von Lilien che l'avrebbe resa famosa. La prima parte fu pubblicata anonima nel 1796 nella rivista di Schiller Die Horen. Il pubblico dei lettori sospettava che l'autore del romanzo fosse Goethe o lo stesso Schiller o i fratelli Jacobi e quando si scoprì che l'autrice era Caroline ne nacque un piccolo scandalo poiché non era giudicato conveniente che una donna si desse alla letteratura. Nel 1798 il romanzo completato fu pubblicato con grande successo di pubblico e di critica. Da allora Caroline si diede alla scrittura di opere per le quali impiegava tempi così prolungati che molte di quelle progettate non vennero mai pubblicate. Nel 1830 apparve a sua firma un'altra opera importante Schillers Leben una biografia di Schiller ormai morto da 25 anni. 
Subito dopo la morte di Schiller altri autori avevano pubblicato biografie con fonti non autorizzate e inventate. La vedova Charlotte ne era stata molto irritata e, poiché non era riuscita a convincere nessun autore a compilare una biografia autentica del poeta, aveva incaricato la sorella Caroline di cercare chi si potesse incaricare di scriverne. Fin dal 1822 in realtà Caroline aveva confidato in una lettera all'amica Caroline von Humboldt che, per contrastare le «insulse e banali» biografie pubblicate, aveva cominciato a progettare di scrivere una biografia di Schiller che in realtà fu pubblicata ben otto anni dopo.
Nella biografia Caroline elimina o corregge tutto ciò che possa offuscare la figura ideale del poeta con la descrizione dei suo difetti quali le sue continue difficoltà finanziarie, l'uso eccessivo di alcool e di tabacco, il linguaggio troppo spinto. Per quanto riguarda il vagheggiato "ménage a trois" di Schiller, Caroline toglie qualsiasi ambiguità nelle lettere a lei indirizzate e, per il periodo in cui Schiller era fidanzato con Charlotte e scriveva lettere d'amore a entrambe le sorelle, Caroline cancella semplicemente il suo nome eliminando così qualsiasi ipotesi di doppelliebe.

## Opere
- Der leukadische Fels.  Leipzig: Göschen, 1792.
- Agnes von Lilien. Berlin: J. F. Unger, 1798.  Republished Stuttgart: W. Spemann, 1884.
- Schillers Leben. Stuttgart: J. B. Cotta, 1830.
- Cordelia.  Leipzig: F. A. Brockhaus, 1840.
- Literarischer Nachlass der frau Caroline von Wolzogen.  Leipzig, Breitkopf und Härtel, 1849.
- Gesammelte Schriften (collected works). Hildesheim: Olms, 1988.